# 奥入瀬 (小惑星)
奥入瀬（おいらせ、31087 Oirase）は小惑星帯の小惑星である。埼玉県のアマチュア天文家、佐藤直人が
1997年に発見した。
日本の豊かな自然景勝地の一つとして命名された。
奥入瀬渓流は、青森県十和田市十和田湖畔子ノ口（ねのくち）から焼山までの約14kmの奥入瀬川
の渓流である。
十和田八幡平国立公園に属する。国指定の特別名勝及び天然記念物である。